# Romanza húngara
Romanza húngara es una zarzuela, denominada como Poema lírico, en tres actos, el segundo y el tercero sin interrupción, con libreto de Victor Mora Alzinelles, y música del compositor Juan Dotras Vila. Se estrenó con gran éxito el Teatro Novedades de Barcelona el 19 de febrero de 1937.

## Argumento
La acción transcurre en un pueblo de la pradera de Zon, en el Hortobagy, en Hungría, a finales del siglo XIX

### Acto I
En una posada, Marielsa y Itsvan están enamorados, pero su relación se complica con la llegada de Sandra, una gitana que coquetea con él, y la propuesta de matrimonio de Yorick a Marielsa. Itsvan, celoso y herido, se aleja con Sandra, lo que provoca la desesperación de Marielsa.

### Acto II
Mientras se investigan robos de caballos que apuntan a los gitanos, Marielsa, dolida por el rechazo de Itsvan, intenta recuperar su amor con una raíz ofrecida por una gitana. Sin saber que era venenosa, la mezcla en su bebida. Itsvan cae inconsciente y Marielsa se confiesa culpable.

### Acto III
Itvsan sobrevive. Se descubre que el verdadero culpable de los robos es el posadero Samuel. Marielsa se ofrece a pagar por el intento de envenenamiento. Finalmente, Yorick renuncia a casarse con ella y apoya la unión entre Marielsa e Itsvan, quienes terminan juntos.

## Números musicales

### Acto I
- Preludio (Orquesta)

- Romanza de Marielsa: "Ya nace el día"

- Romanza de Itsvan: "Bellos prados"

- Dúo de Itsvan y Marielsa - Vals: "No esperes que te diga"

- Dúo cómico de Myrta y Ciprin - Canción polonesa: "Por llegar por fin aquí"

- Romanza de Yorick: "En el amor siempre triunfó"

- Escena y entrada de Sandra: "Loco marchó, no quiso escuchar"

- Romanza de Sandra - Zambra: "Los gitanos de Hungría"

- Dúo de Sandra y Itsvan: "con tus frases enciendes"

- Concertante de Sandra, Itsvan y Marielsa -fin del acto primero: "Deja al buen Itsvan mujer traidora"

### Acto II
- Preludio - Pantomima en tiempo de vals (Orquesta)

- Romanza de Yorick - Czardas: "Por ti, feliz y alegre canto aquí"

- Baile de la Czarda (Orquesta)

- Dúo de Marielsa y Yorick: "Piensa que con mi querer"

- Dúo de Marielsa y Itsvan: "Que importa ya mi vida"

- Romanza de Sandra: "Bien merezco su crueldad y rigor"

- Concertante de Marielsa, Yorick, Sandra y Itsvan: "La parada muy larga fue"

- Fin del acto segundo (Orquesta)

- Intermedio (Orquesta)

### Acto III
- Romanza - Despedida de Itsvan: "Corazón que vives sin amor"

- Dúo de Itsvan y Marielsa - fin de la obra: "No dudes ya"

## Personajes principales
- Marielsa, hermosa posadera y enamorada de Itsvan (soprano lírica o ligera)

- Sandra, reina de los gitanos, apodada "La Loba" (Contralto)

- Myrta, artista de la Opera de Budapest (soprano cómica)

- Zanicka, vieja gitana del pueblo (actriz Característica)

- Itsvan, gallardo potrero, enamorado de Marielsa (Barítono lírico)

- Yorick, rico hacendado y enamorado de Marielsa (Tenor lírico)

- Pelugri, criado de la posada e imitador de animales (Tenor cómico)

- Grullo, veterinario del pueblo y presuntuoso (actor)

- Ciprin, comisario venido de incógnito (actor)

- Samuel, judído dueño de la posada (actor)

- Ramiscal, joven ladrón de caballos (actor)